# Arsmirandita
L'arsmirandita és un mineral de la classe dels arsenats. Rep el seu nom del llatí mirandus, meravellosa, en al·lusió al seu contingut d'arsènic i altament inusual.

## Característiques
L'arsmirandita és un arsenat de clor, sodi, ferro i coure, de fórmula química Na18Cu₁₂Fe3+O₈(AsO₄)₈Cl₅. Cristal·litza en el sistema monoclínic en crostes formades per minúsculs cristalls verdosos. La seva duresa a l'escala de Mohs encara no ha estat determinada, així com la seva pertinença a la classificació de Strunz.

## Formació i jaciments
Es troba en forma de crostes en escòries basàltiques, de tant en tant associada amb ortoclasa. Només se n'ha trobat a la seva localitat tipus, a la fumarola Arsenàtnaia, al volcà Tolbàtxik, a l'óblast de Kamtxatka (Regió econòmica de l'Extrem Orient, Rússia).